# Местные марки Перу

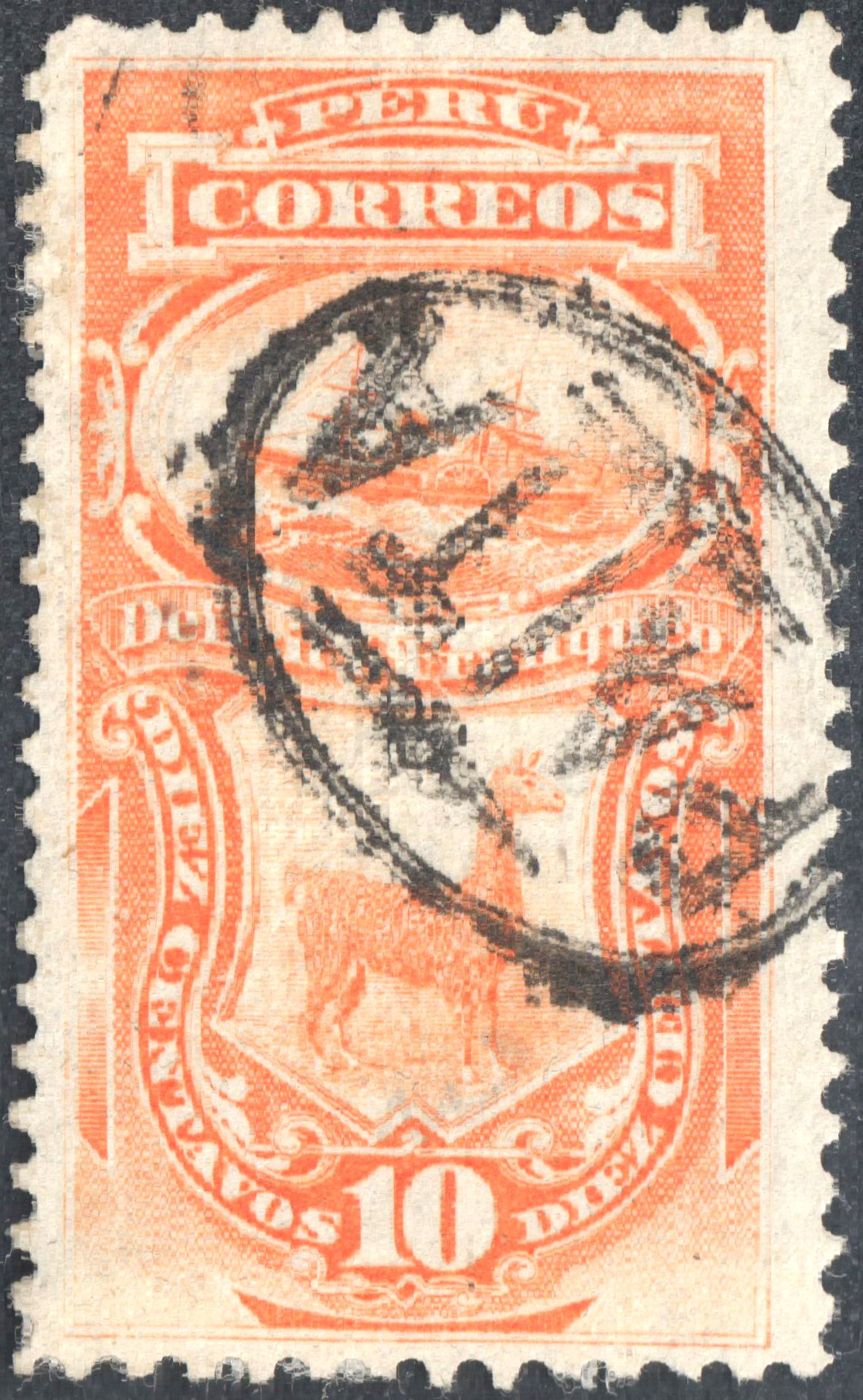
Местный выпуск Пайты, 1884(Sc #J3). Марка была дополнительно надпечатана ручным штампом «Paita» («Пайта»)

Местные марки Перу — выпуски провизорных почтовых марок, которые осуществлялись в Лиме и других городах и департаментах Перу в течение второй половины XIX века.

## Описание
Большая часть местных перуанских выпусков появилась в 1881—1885 годах. В числе эмитентов подобных знаков почтовой оплаты были Алерта, Анкаш, Апуримак, Арекипа, Аякучо, Чачапояс, Чала, Чиклайо, Куско, Уачо, Мокегуа, Пайта, Паско, Писко, Пьюра, Пуно и Ика. Эти местные марки имели номиналы, соответствовавшие денежной системе города Лима: 1 соль = 100 сентаво. Встречаются многочисленные подделки этих выпусков.

## Основные выпуски

### Лима
В 1871—1884 годах выпускались почтовые марки для города Лима. Надписи на марках оригинального рисунка гласили: исп. «Lima» («Лима»), «Porte franco» («Доставка оплачена»), «Correos» («Почта»). Надпечатки, которые делались на перуанских марках, имели тексты: «Union Postal Universal. Lima. Perú» («Всемирный почтовый союз. Лима. Перу»), «Plata» («Серебром»), «Correos. Lima» («Почта. Лима»).
В 1873 году выходила специальная марка для городской почты Лимы, на которой была изображена лама. В 1884 году для Лимы и прилегающих районов была эмитирована марка в виде надпечатки рисунка солнца и надписи «Correos. Lima» («Почта. Лима»), которая ставилась на перуанскую марку 1877 года. В 1883 году были подготовлены марки с надпечаткой «Lima. Correos» («Лима. Почта») между двумя окружностями, но их не вводили в обращение. В 1883 году появились марки с надпечаткой «Union Postal Universal. Lima» («Всемирный почтовый союз. Лима»).

Местные выпуски Лимы
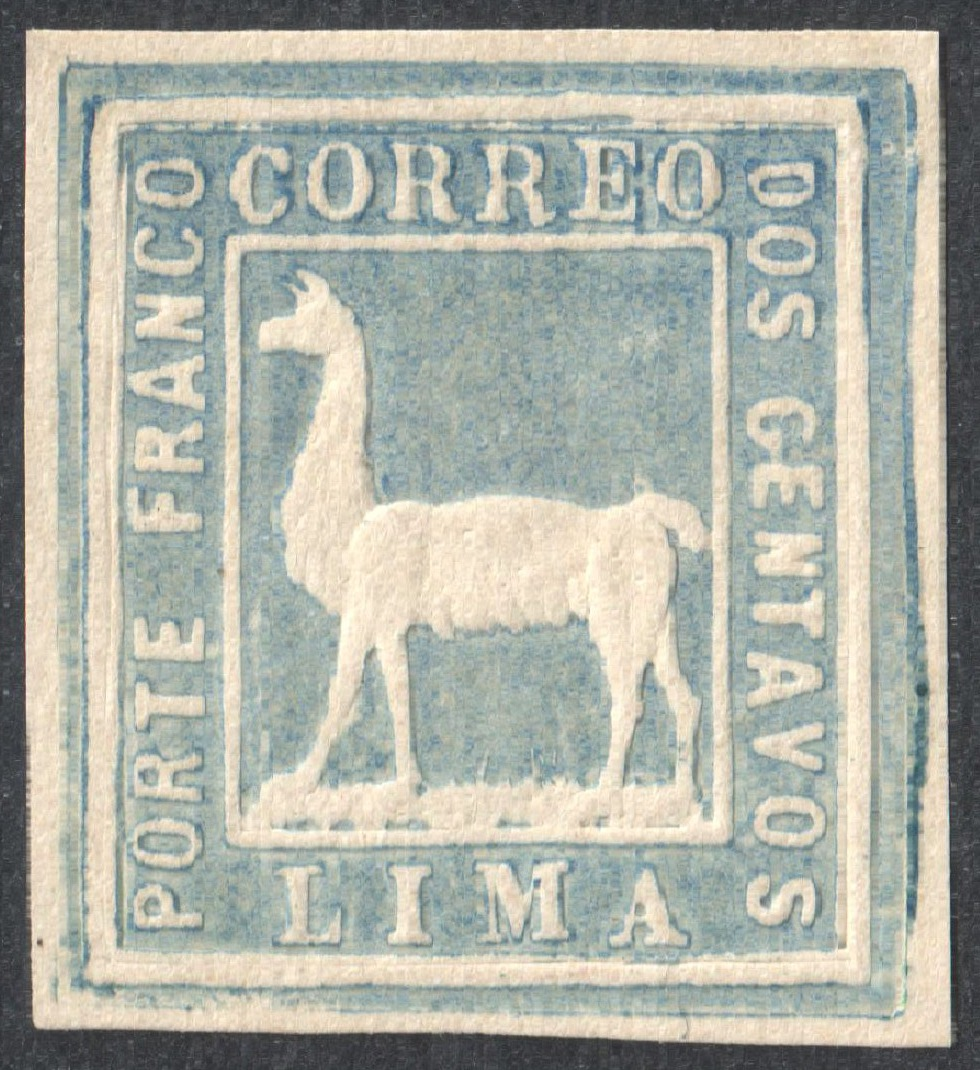
Марка для городской почты Лимы, 1873 (Sc #20)
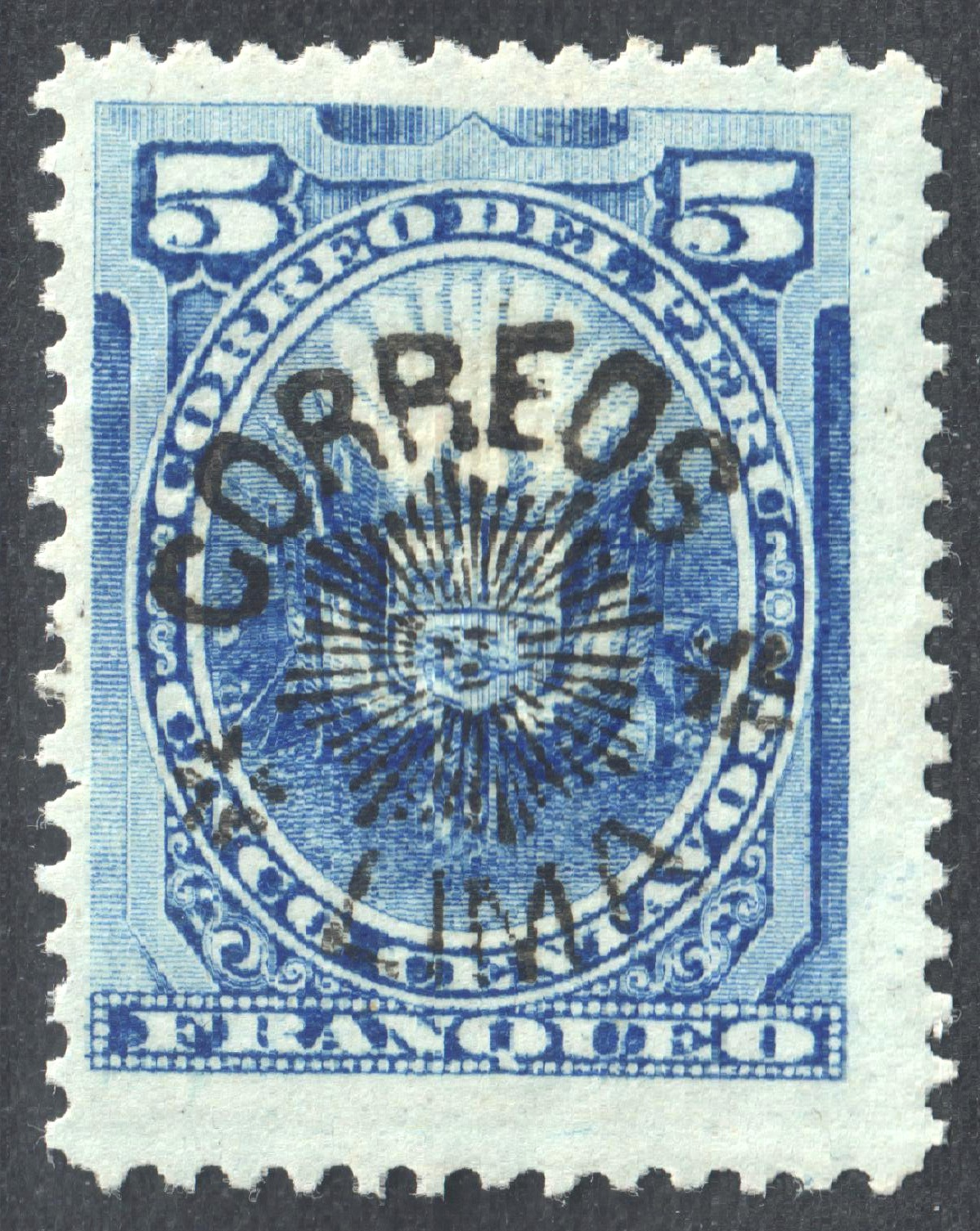
Выпуск 1884 года (Sc #103): надпечатка на марке Перу (Sc #23)

Всего в период с 1871 года по 1884 год были эмитированы три почтовые марки и 10 доплатных марок.

### Южное Перу
В 1881—1885 годах существовало государственное образование Южное Перу с административным центром в Арекипе, которое в 1885 году подчинилось правительству Республики Перу. За время существования им были эмитированы 13 почтовых марок. На фискальных марках надпечатка: «Provisional» («Временно»). На выпущенных марках оригинального рисунка надписи: «Correos del Perú» («Почта Перу»), «Franqueo» («Оплачено»).

#### Департаменты Южного Перу
В отдельных департаментах Южного Перу были в употреблении собственные почтовые марки.

##### Мокегуа
В департаменте Мокегуа (с одноимённым административным центром) с 1881 года по 1885 год были выпущены 14 почтовых марок, представлявших собой надпечатки на почтовых марках Южного Перу: «Moquegua» («Мокегуа»).

##### Пуно
В департаменте Пуно (центр — Пуно) с 1881 года по 1884 год были эмитированы 14 почтовых марок, представлявших собой надпечатку на марках Южного Перу: «Puno» («Пуно»).

Местный выпуск с надпечаткой «Puno» («Пуно») на марках Арекипы
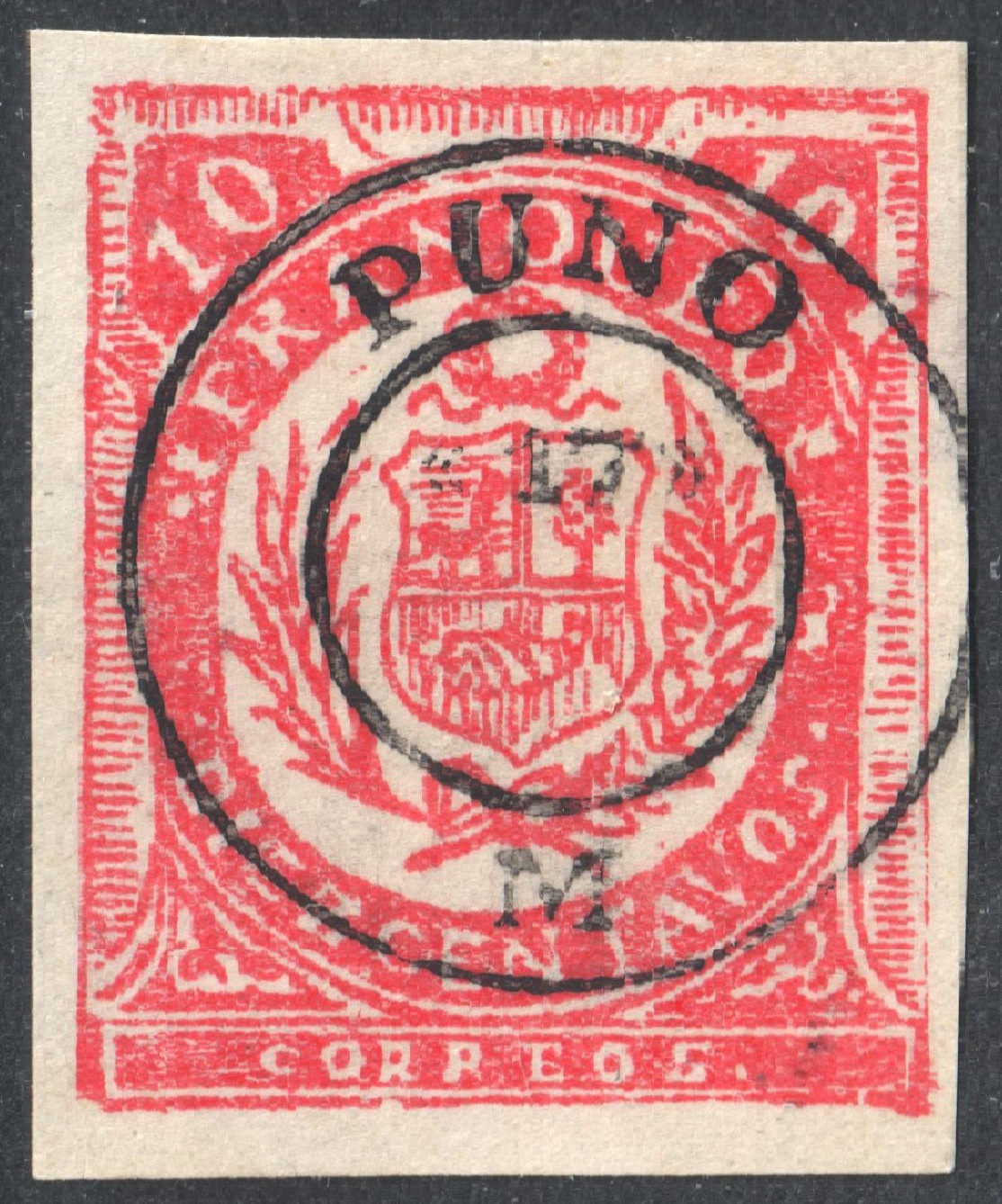
1882 (Sc #15N4)
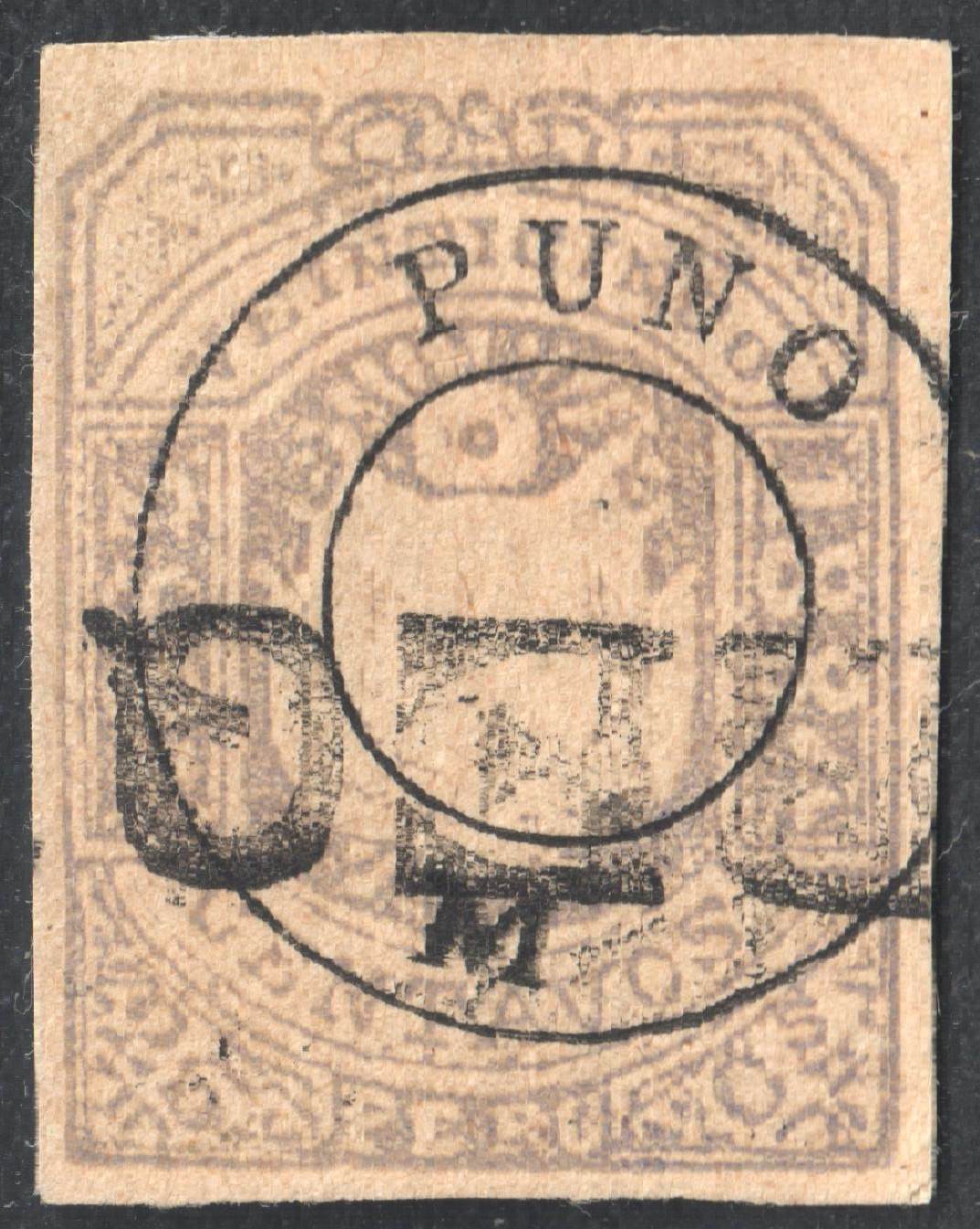

##### Куско
Выходившие в департаменте Куско (центр — Куско) местные марки представляли собой надпечатки на марках Южного Перу и доплатных марках Перу. Эти надпечатки содержали тексты: «18 distrito» («18 округ»), «Franqueo. Cuzco» («Оплачено. Куско»), «Franco» («Оплачено»). За период 1881—1884 годов здесь вышло 19 марок.

Местный выпуск с надпечаткой «Cuzco» («Куско»; 1883)
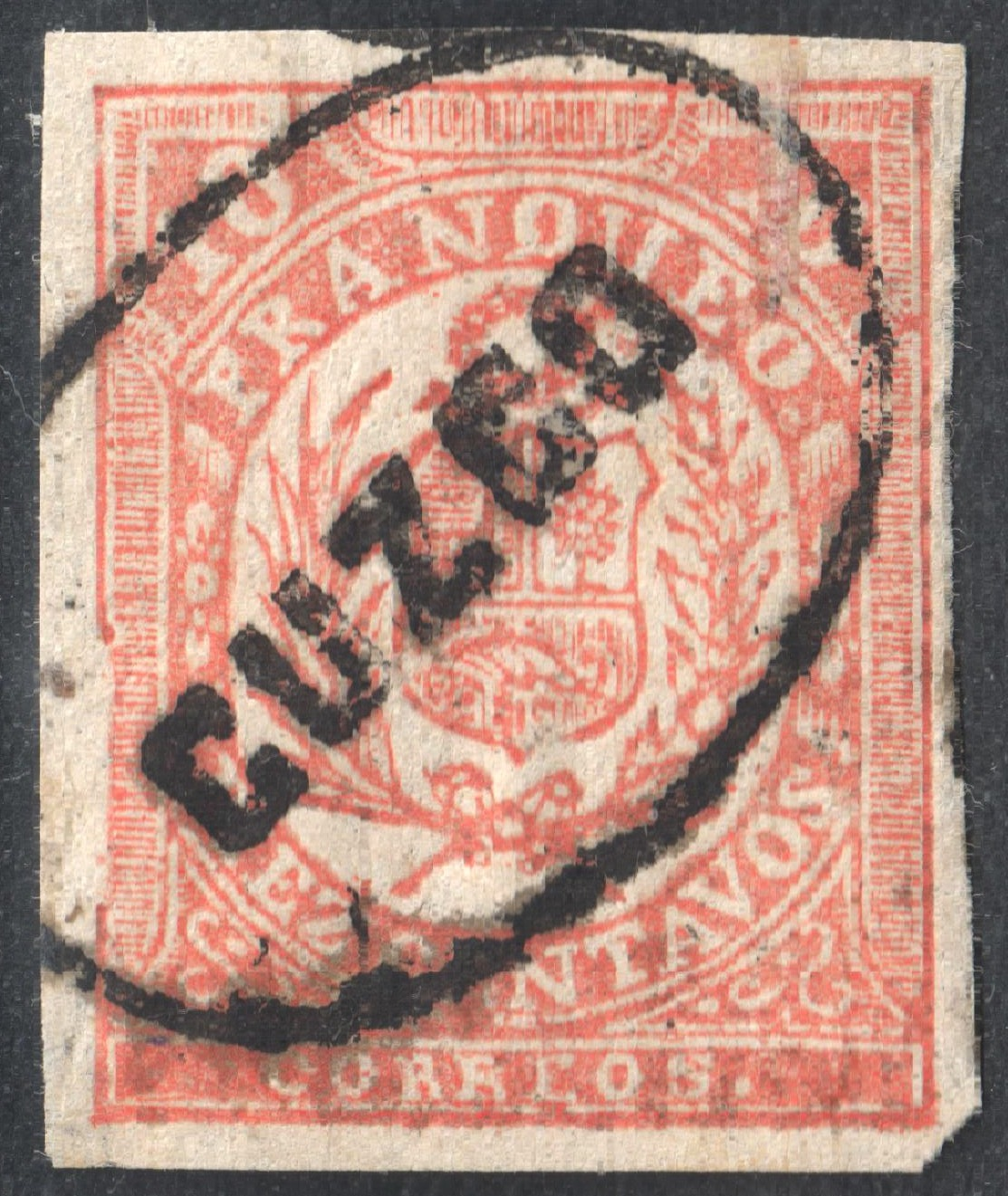
(Sc #8N9)
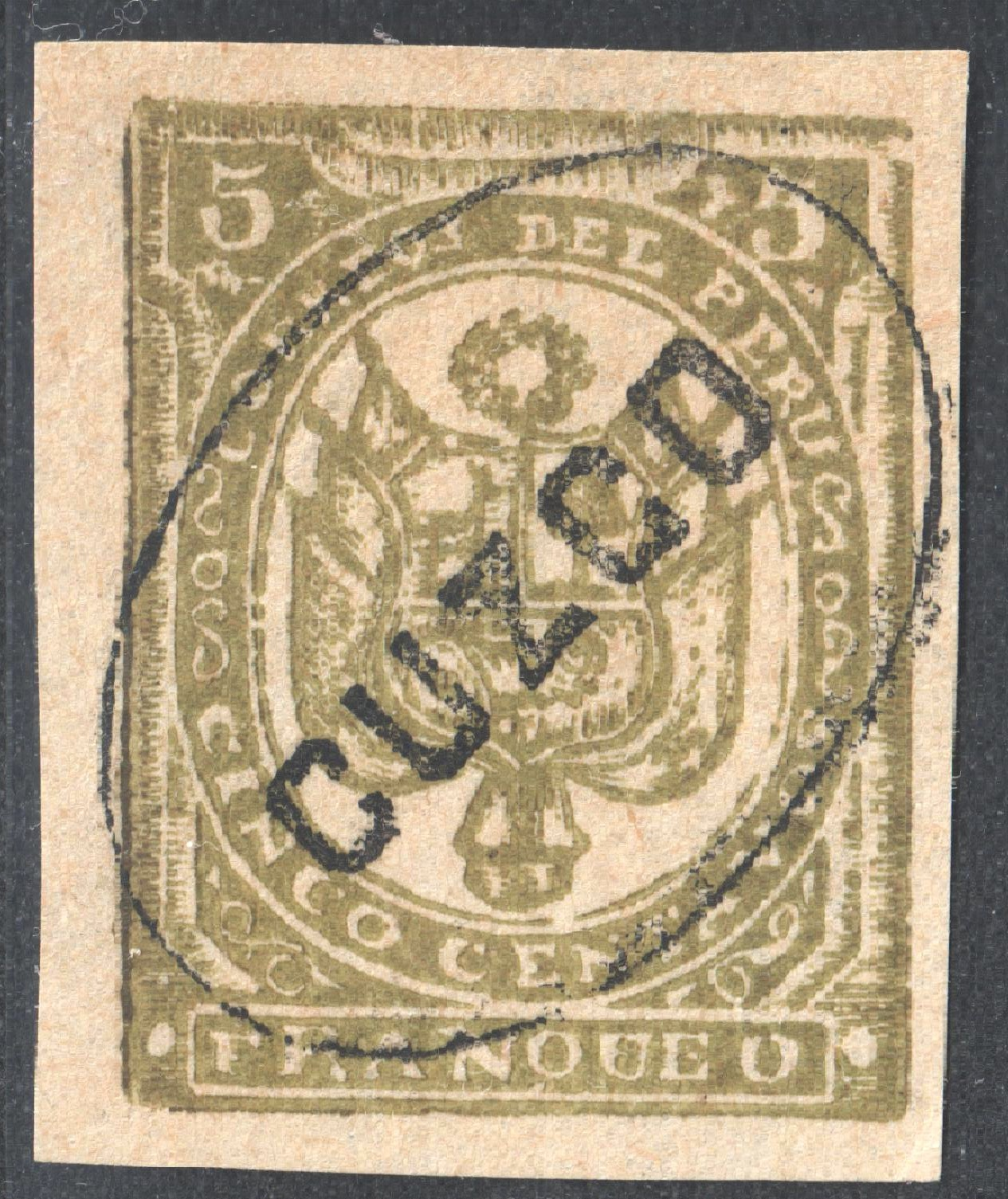
(Sc #8N12)

##### Апуримак
В этом департаменте с центром в Апуримаке (Абанкае) хождение имела одна местная марка. Она была издана в 1885 году в виде надпечатки на марке Южного Перу: «Admon Pral de Correos del Depto de Apurimac» («Главное управление почты департамента Апуримак»).

##### Аякучо
В 1881 году во время войны с Чили в департаменте Аякучо (с одноимённым центром) осуществлялся местный выпуск. При этом на марке Арекипы номиналом в 10 сентаво была нанесена надпечатка «Correo de Ayacucho» («Почта Аякучо»). Указанная марка была в обращении лишь в течение февраля 1881 года.
В 1884 году департаментом были изготовлены для почтового обращения три марки. Это были марки Южного Перу с надпечаткой «Correo de Ayacucho» («Почта Аякучо»). По другим данным, надпечатка названия почты города (между двумя концентрическими окружностями) ставилась на марках Перу.

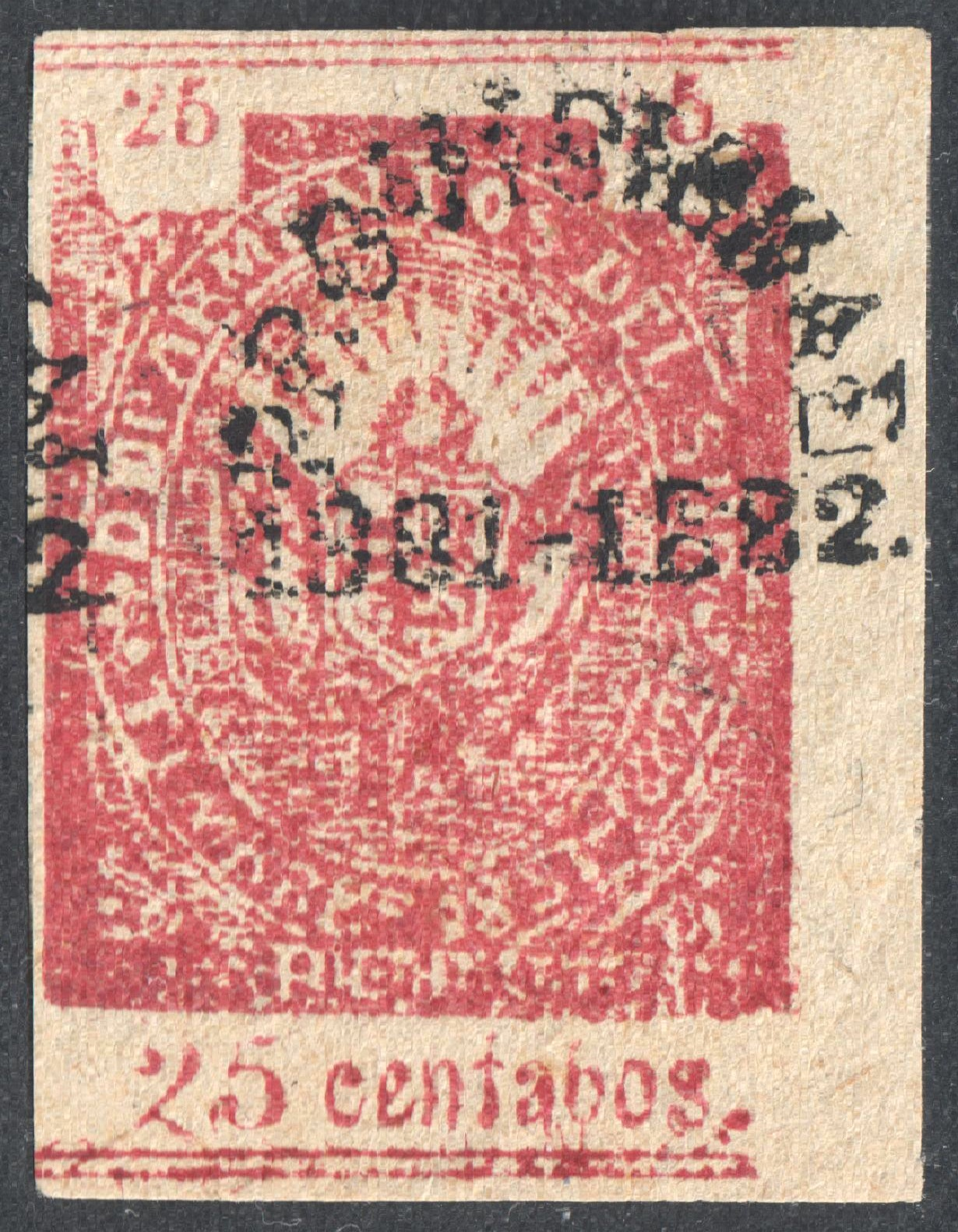
Местный выпуск Арекипы, 1881(Sc #3N2)

##### Арекипа
В ходе войны 1879—1884 годов с Чили столица перуанского государства Лима пала, в связи с чем правительство страны было вынуждено обосноваться в городе Арекипа. В 1881 году здесь была временно создана почтовая служба, для нужд которой были выпущены местные марки посредством следующих надпечаток:
- «PROVISIONAL 1881—1882» («Местный выпуск») — в январе 1881 года[1][5] на фискальных марках[5],
- «Arequipa» («Арекипа»)[1][2][5] в круге — в феврале 1881 — марте 1883 года на марках Перу (и на доплатных марках)[5].

Местный выпуск с надпечаткой «Arequipa» («Арекипа»; 1883)
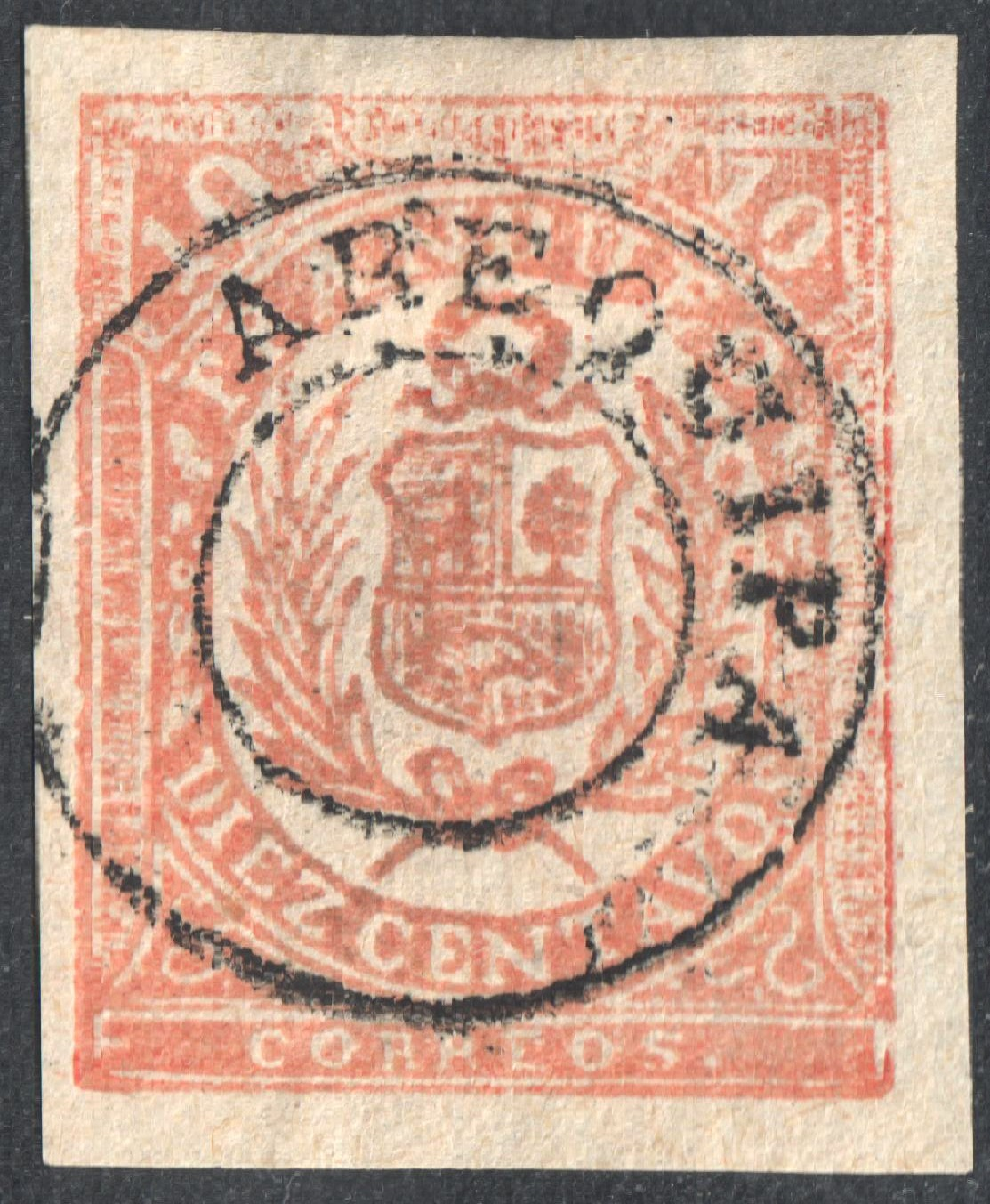
(Sc #3N7)
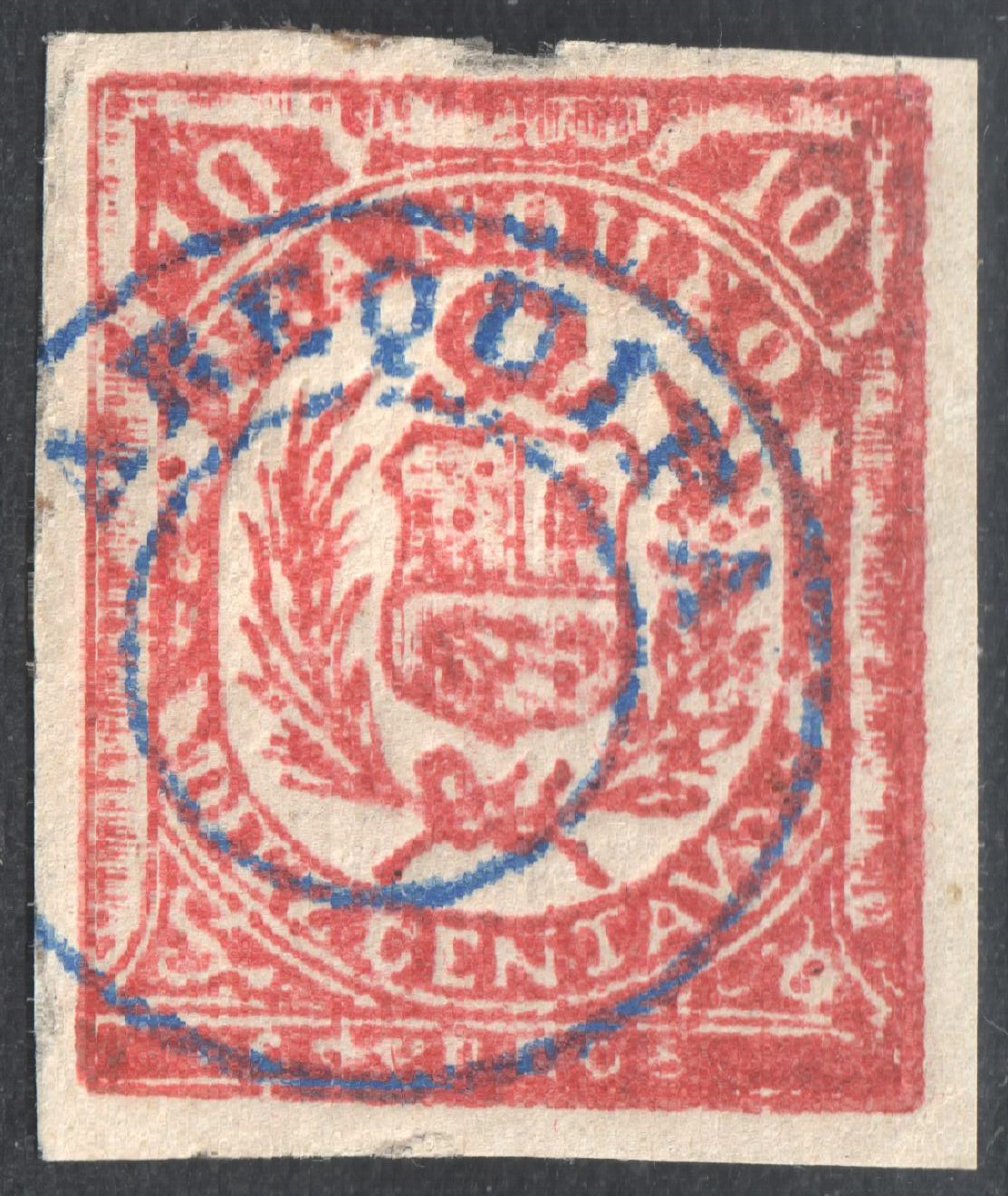
(Sc #3N9)

Такая же надпечатка («Арекипа») производилась в мае 1884 — апреле 1885 года, но уже после взятия города восставшими противниками центрального правительства.

Местный выпуск Арекипы (1885)
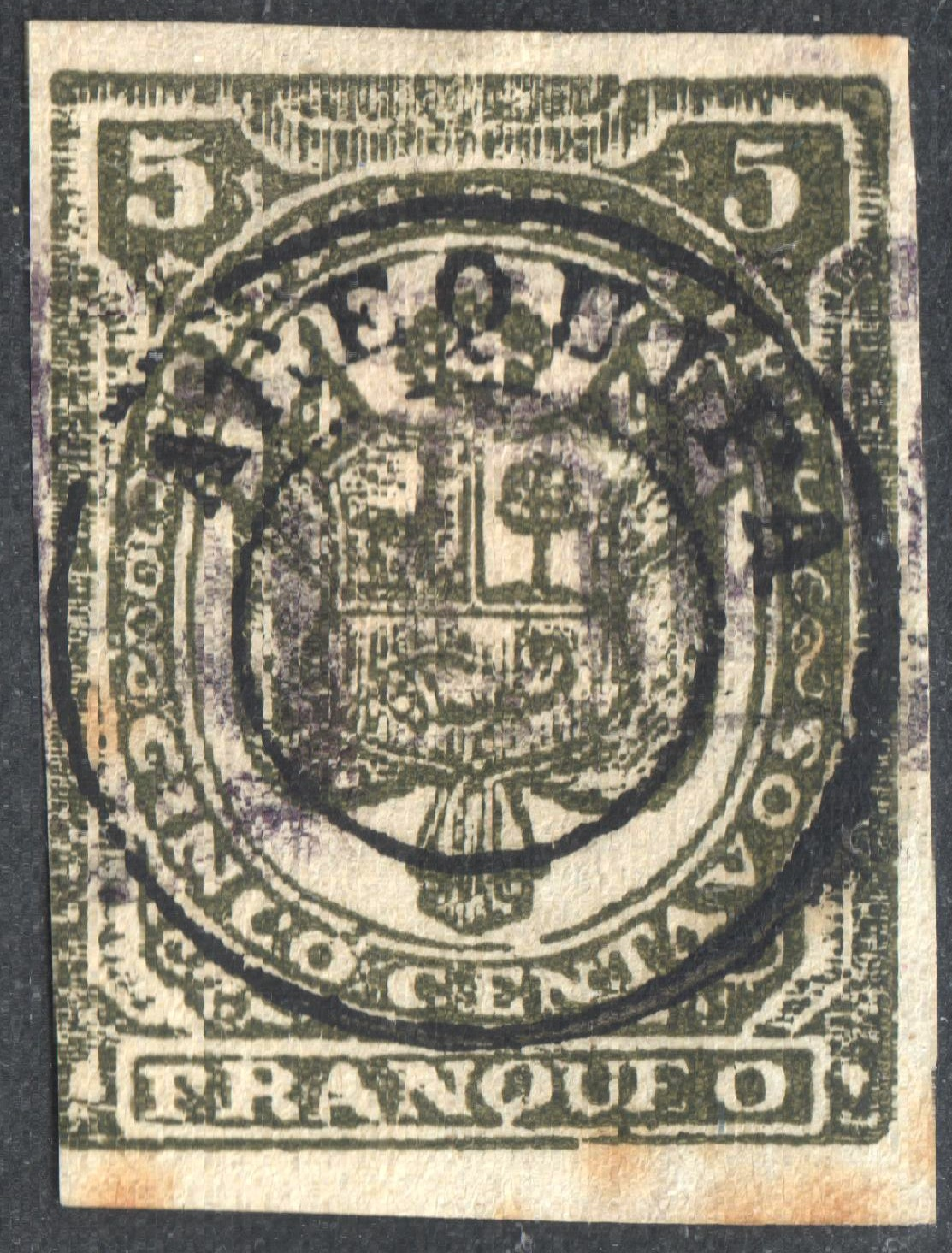
Прошедшая почту надпечатанная марка (Sc #3N22)
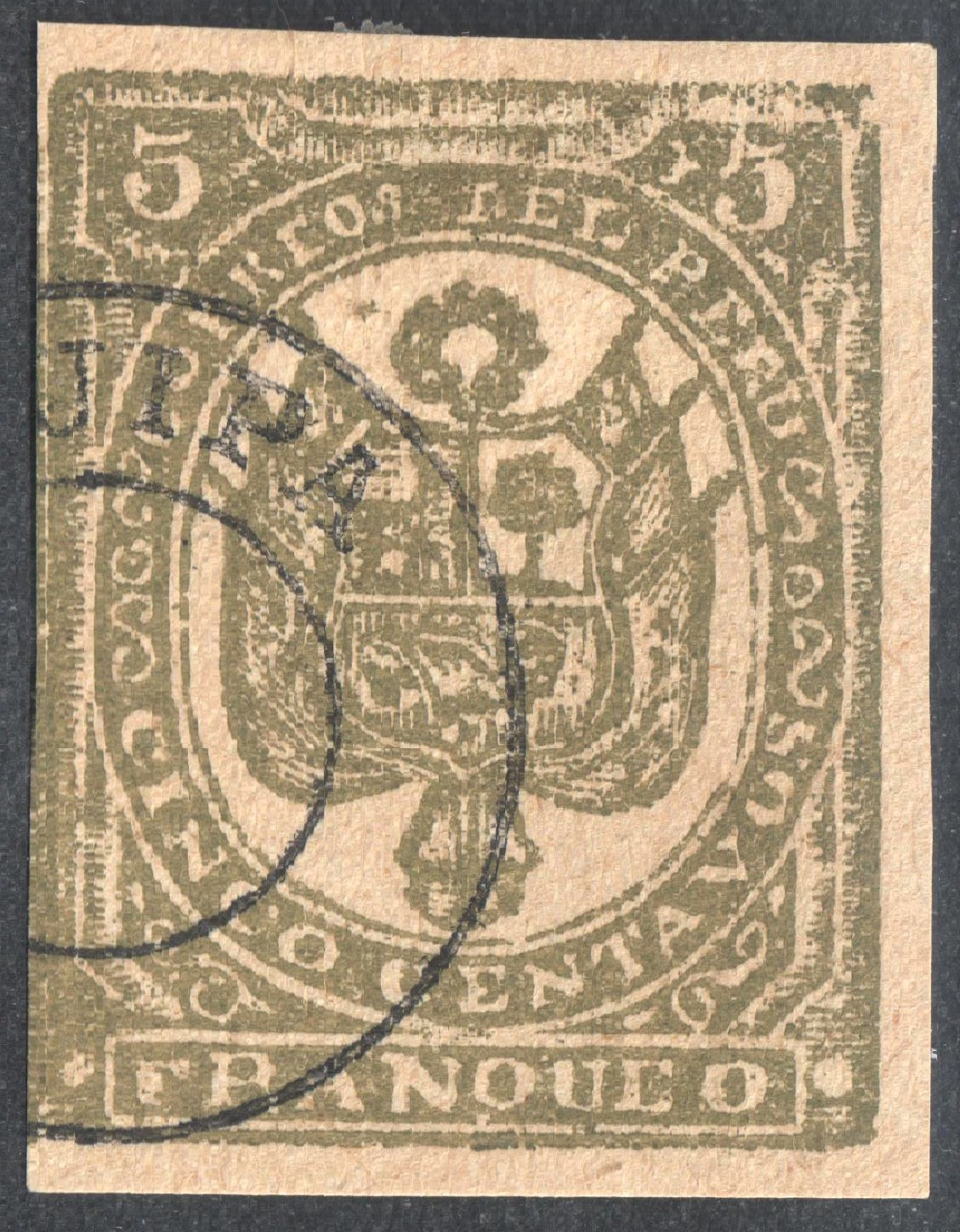
То же, чистая марка
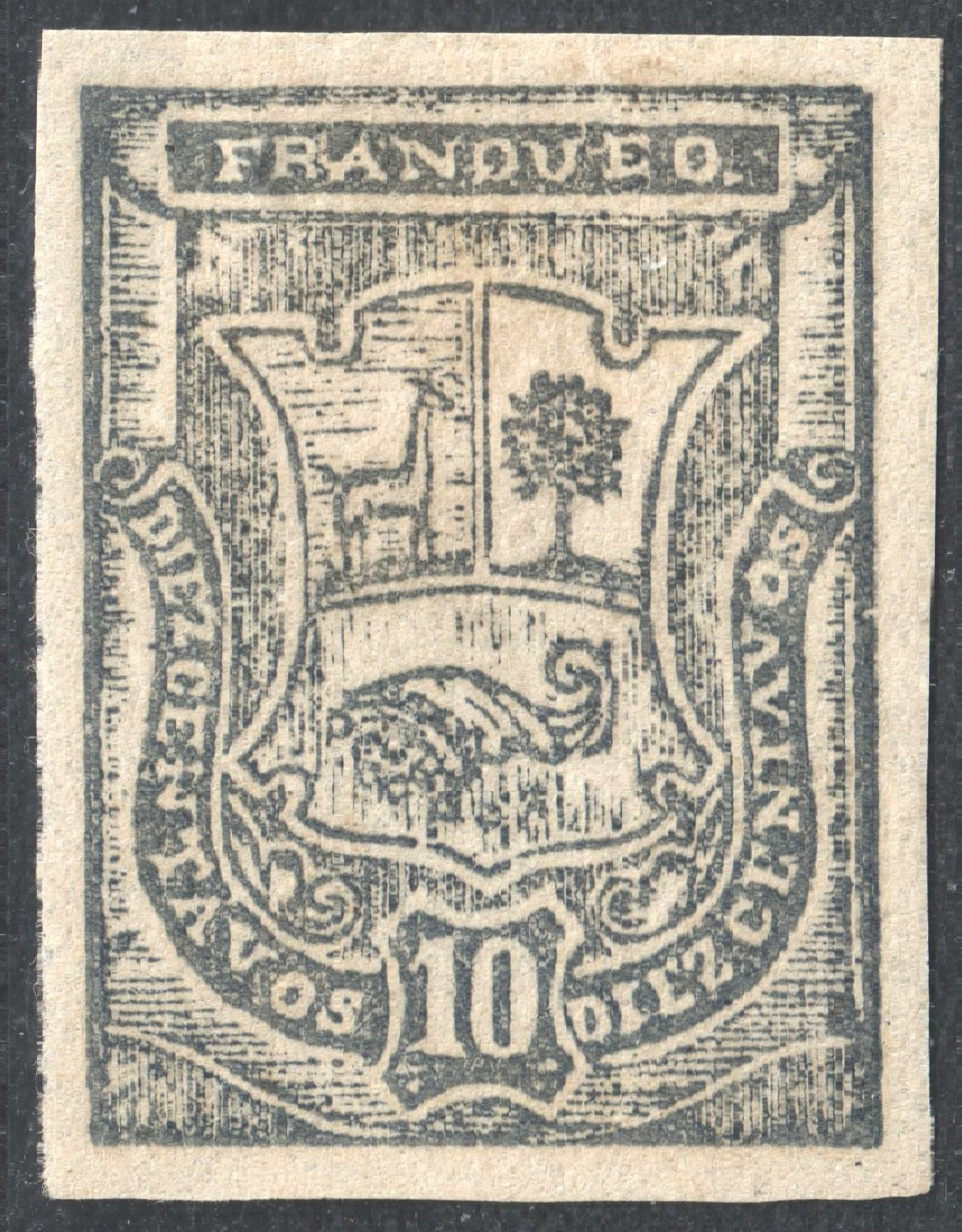
Марка оригинального рисунка (Sc #3N23a)

В сентябре 1885 года там же были изданы две марки с портретами национальных лидеров.

Местный выпуск Арекипы оригинальных рисунков (1885)
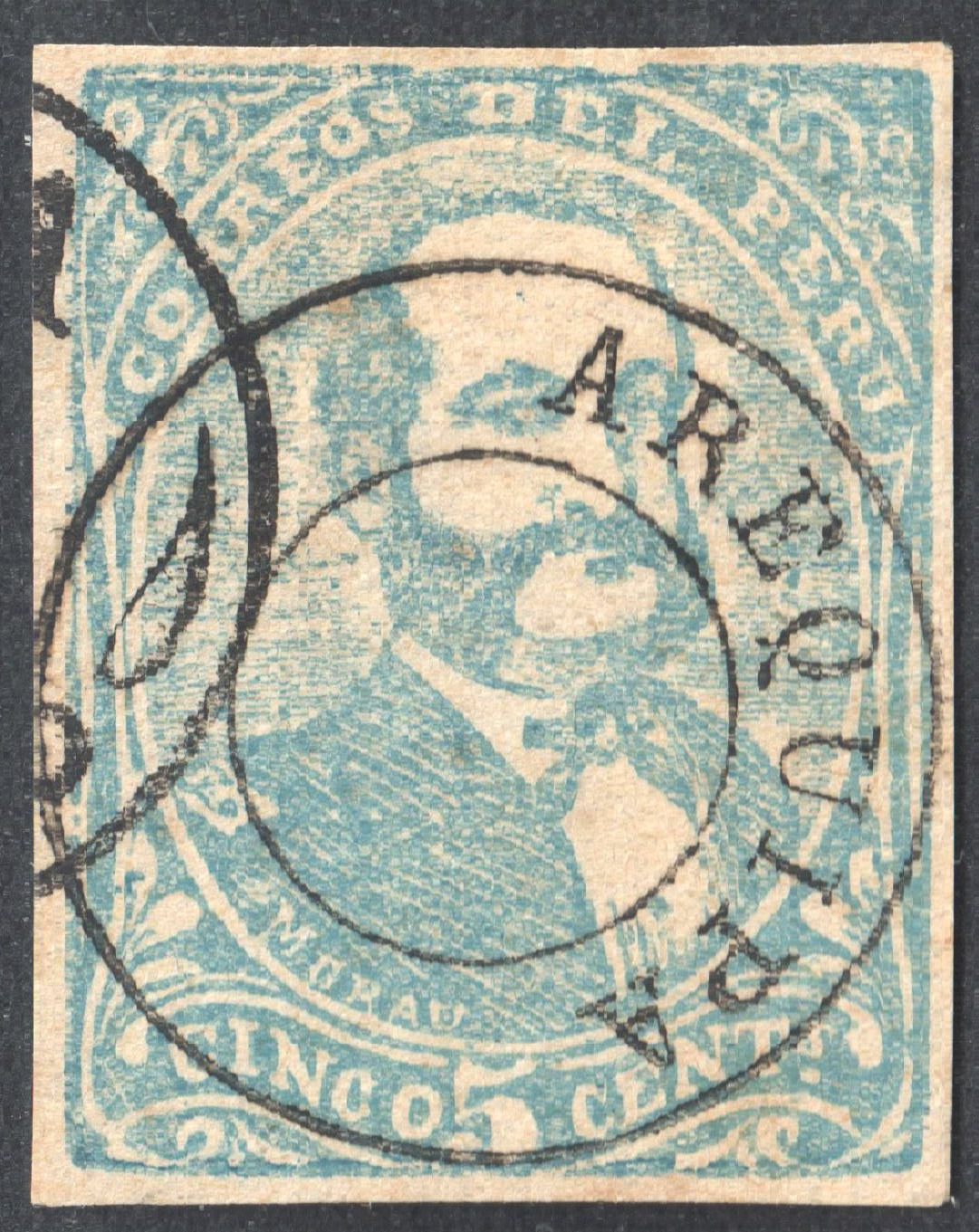
Адмирал Мигель Грау (Sc #3N25)
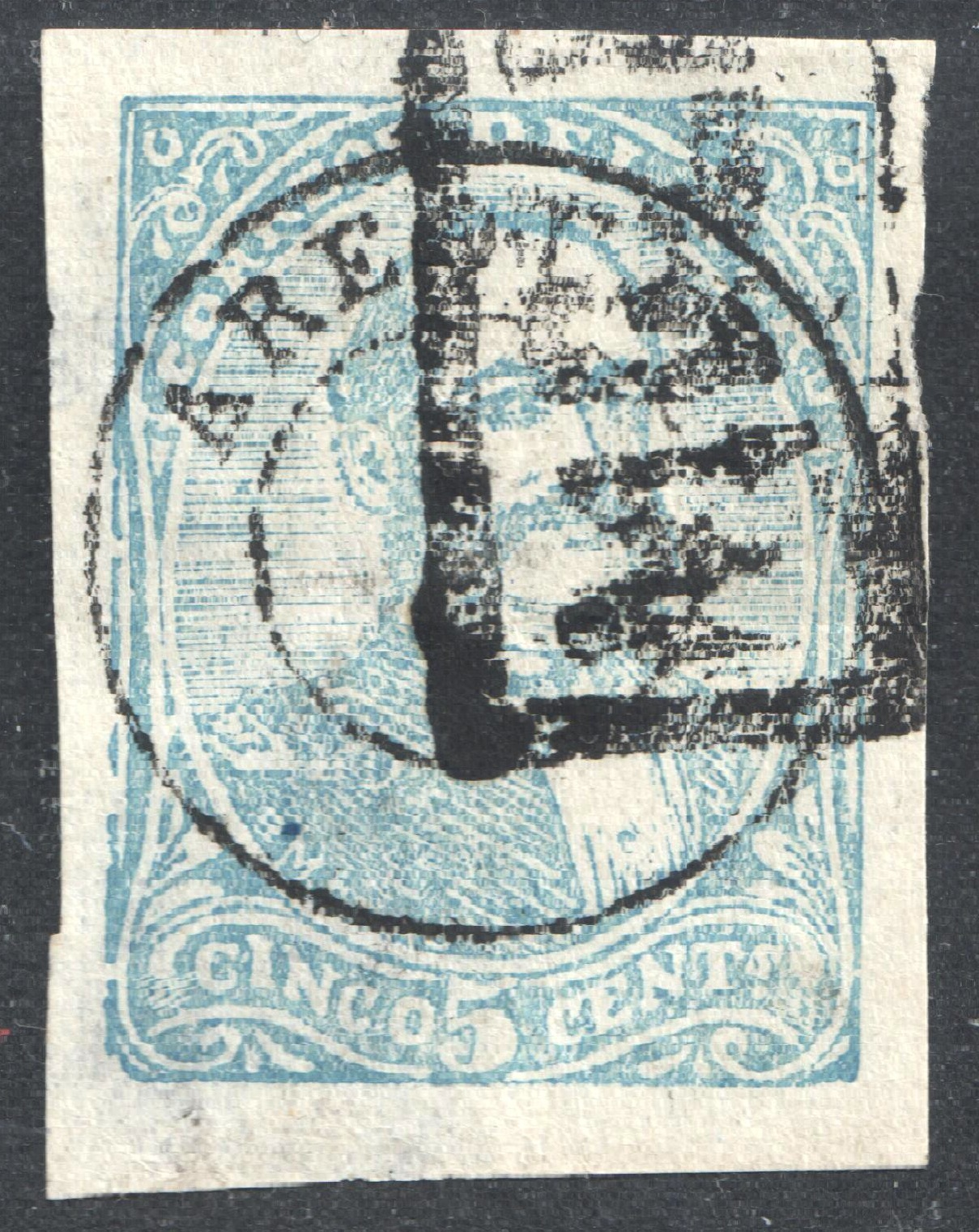
То же. Марка погашена прямоугольным почтовым штемпелем «MOLLLENDO» («Мольендо»)
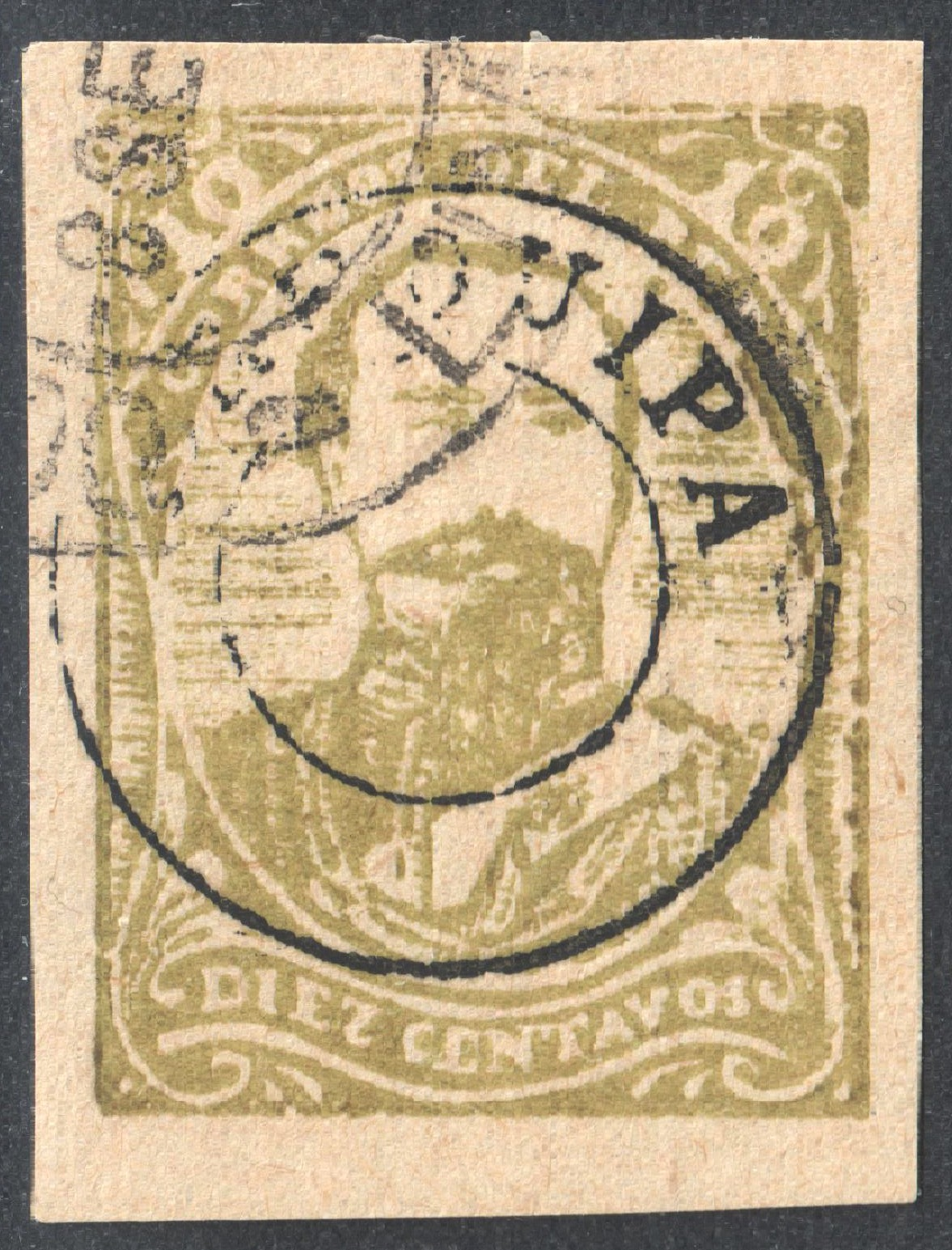
Полковник Франсиско Болоньези (Sc #3N26)
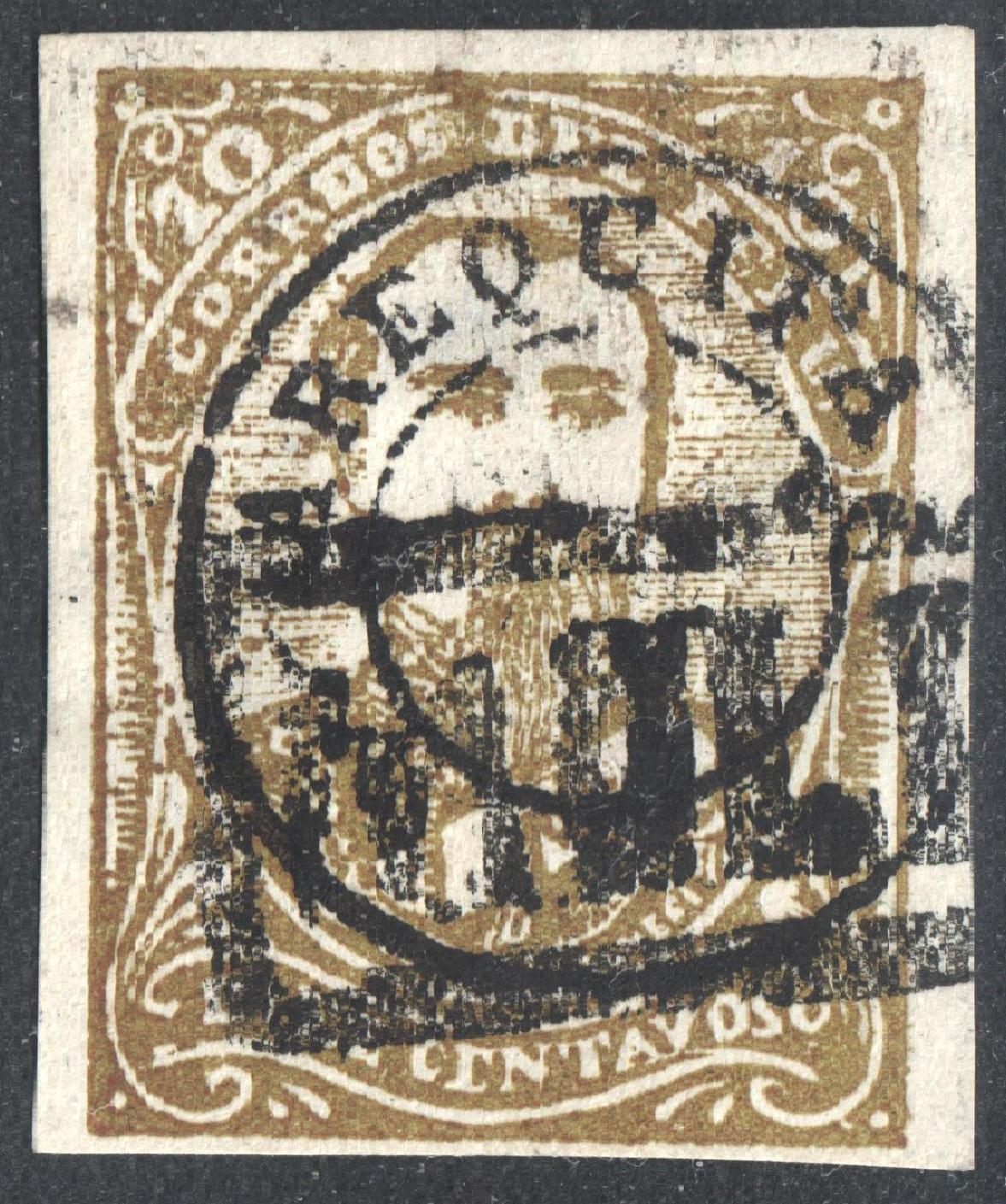
То же. Марка погашена прямоугольным почтовым штемпелем «MOLLLENDO» («Мольендо»)

В общей сложности для этого департамента (с центром в Арекипе) было выпущено 16 марок. Среди надпечаток, выполненных на различных марках Южного Перу и Перу, встречается также текст «Franca» («Оплачено»).

### Другие департаменты
В отдельных департаментах Перу также использовались собственные почтовые марки.

#### Ика
В апреле и мае 1884 года в департаменте Ика (с одноимённым центром) производились надпечатки на марках Перу: «Yca» («Ика»), «Vapor» («Пароходом»), «J» («Хунта» — совет департамента). Подобным способом было изготовлено семь марок.
Встречаются также надпечатки Ики на марках Чили. С 1885 года здесь снова перешли к использованию марок Перу.

#### Паско
В 1884 году выходили две почтовые марки департамента Паско (центр — Серро-де-Паско), каковыми были доплатные марки Перу с надпечаткой «Pasco» («Паско»).

#### Пьюра
Департаментом с одноимённым центром Пьюра в 1884 году были эмитированы 12 почтовых марок, для чего на марках Перу были сделаны надпечатки: «Piura» («Пьюра»), «Vapor» («Пароходом»).

#### Анкаш
В перуанском регионе Анкаш, с административным центром в городе Уарас, выпускались почтовые марки, представлявшие собой надпечатки на почтовых марках Перу: «Franca» («Оплачено»), «Correo у fiscal» («Почтовая и фискальная марки»). Всего вышло 11 таких марок.

### Провизорий Алерты
В 1884 году в городе Алерта была издана собственная марка. Провизорий был изготовлен с помощью надписи черными чернилами названия города на марке Перу, выходившей в 1879 году.

### Выпуск Северного Перу
В 1895 году, во время восстания в Северном Перу, эмитировали марки с надпечаткой нового номинала и надписи «Provisional» («Провизорий»). Марки имели хождение в течение короткого срока — в марте и апреле 1895 года.